# Tylophora sylvatica
Tylophora sylvatica är en oleanderväxtart som beskrevs av Joseph Decaisne. Tylophora sylvatica ingår i släktet Tylophora och familjen oleanderväxter. Inga underarter finns listade i Catalogue of Life.